# Józef Czapski
Józef Czapski ( Praga, 1896 - Maisons-Laffitte, França, 1993 ) Nascido em uma família de aristocratas poloneses, pintor influenciado por Cézanne, escritor e soldado durante as duas guerras mundiais, foi uma das grandes testemunhas da história do século XX na sua forma mais trágica.
Em seu relato autobiográfico "Em terra desumana"  (1949) conta os anos de cativeiro do autor nas prisões soviéticas e seu papel mais tarde, como um oficial do exército polonês, em busca de milhares de prisioneiros poloneses espalhados vários Gulags da União Soviética e dos quais apenas 395 sobreviveram.
Depois da guerra, ele se juntou a comunidade polonesa emigrou para França, onde trabalhou como colunista político, editor e autor de crítica de literatura e arte.

## Bibliografía
- Czapski, Józef (2008).  El Acantilado, ed. "En tierra inhumana". [S.l.: s.n.] ISBN 978-84-96834-41-5
- Adam Zagajewski (2005).  El Acantilado, ed. "En defensa del fervor". [S.l.: s.n.] ISBN 978-84-96489-15-8